# Estación de San Juan (Puerto Rico)
La Estación de San Juan fue la estación cabecera del Ferrocarril de Circunvalación de Puerto Rico. Originalmente funcionó en edificios provisionales de los cuales comenzó el servicio ferroviario desde San Juan en 1892. Estos edificios provisionales estaban construidos de madera. La estación provisional contaba con dos vías para servicios de pasajeros y tres para cargas, acceso a los muelles y una mesa giratoria para el cambio y viraje de locomotoras. También contaba con servicio de telégrafo. En diciembre de 1894, la Compañía de Ferrocarriles de Puerto Rico no había logrado levantar una estructura permanente para la estación, aunque esto figuraba en los requisitos de la concesión que se le había otorgado en 1888.
La estación definitiva fue construida por la American Railroad Co. of Puerto Rico en 1913 y cumplió con su rol de terminal hasta que el último tren de pasajeros abandonó sus vías el 20 de septiembre de 1953. En adelante, los servicios ferroviarios, únicamente de cargas, partieron desde la estación Bayamón. Fue demolida con posterioridad a 1967.